# Ulrich Eisenlohr
Ulrich Eisenlohr (* 11. September 1954) ist ein deutscher Pianist und Liedbegleiter. Er widmet sich bevorzugt dem Spiel auf dem Hammerflügel und bringt vor allem Lieder der Klassik und Frühromantik zur Aufführung.

## Künstlerisches Wirken
Eisenlohr studierte Klavier bei Rolf Hartmann an der Musikhochschule Heidelberg-Mannheim und Liedbegleitung bei Konrad Richter an der Musikhochschule Stuttgart. Anschließend spezialisierte er sich auf die Fachbereiche Liedbegleitung und Kammermusik und begann eine umfangreiche Konzerttätigkeit mit zahlreichen Gesangs- und Instrumentalpartnern in Europa, Amerika und Japan.
Eisenlohr konzertierte unter anderem im Wiener Musikverein und Wiener Konzerthaus, bei den Berliner Festwochen, im Kulturzentrum Gasteig, in der Wigmore Hall, beim Schleswig-Holstein Musik Festival, dem Edinburgh Festival, den Ludwigsburger Festspielen, dem Europäischen Musikfest Stuttgart, im Concertgebouw Amsterdam, bei den Bonner Beethovenfesten und dem Heidelberger Frühling. Zu seinen Liedpartnern zählen Sänger wie Ingeborg Danz, Christian Elsner, Matthias Goerne, Dietrich Henschel, Wolfgang Holzmair, Hanno Müller-Brachmann, Christoph Prégardien, Detlef Roth, Sibylla Rubens, Roman Trekel, Rainer Trost, Iris Vermillion, Michael Volle und Ruth Ziesak.
Darüber hinaus absolvierte Eisenlohr zahlreiche Rundfunk- und Fernsehproduktionen und Konzertmitschnitte sowie mehrere Schallplatten- und CD-Einspielungen. Einige dieser Aufnahmen wurden mit renommierten Preisen ausgezeichnet, darunter der Vierteljahrespreis der deutschen Schallplattenkritik und der Grand Prix International der Académie du Disque Lyrique in Paris. Hauptwerk seiner Einspielungen als künstlerischer Leiter und Klavierbegleiter bildete die CD-Gesamtaufnahme sämtlicher Lieder von Franz Schubert, die 2011 veröffentlicht wurde. Im Jahr 2020 begann er ein CD-Projekt mit dem gesamten Liedschaffen von Johannes Brahms einschließlich seiner mehrstimmigen Gesänge und der Volkslied-Bearbeitungen. Das erste Volume, das er zusammen mit dem Tenor Christoph Prégardien aufnahm, erschien 2021 bei Naxos.

## Lehrtätigkeit
Nach einer Zeit als Dozent für Liedgestaltung an der Musikhochschule Mannheim sowie Korrepetitor an der Musikhochschule Frankfurt am Main wurde Eisenlohr 2014  Professor für Liedgestaltung an die Hochschule für Musik und Tanz Köln. Dort gründete er die Liedakademie und leitet Meisterklassen für Lied und Kammermusik. Darüber hinaus ist er Mitbegründer der jährlich im Sommer stattfindenden Deutschen Liedakademie, in der führende Liedbegleiter gemeinsam mit jungen Musikern die gesamte Bandbreite des Liedrepertoires im Unterricht praktisch erarbeiten. Darüber hinaus wurde er an der Kölner Musikhochschule zum Prodekan ernannt.

## Privates
Ulrich Eisenlohr ist mit der Sängerin und Hochschullehrerin Claudia Kunz-Eisenlohr verheiratet.

## Diskografie
- Lieder von Wolf, Strauss, Debussy, Reimann und Schubert. Mit Ruth Ziesak, Sopran (harmonia mundi)
- Hugo Wolf, Italienisches Liederbuch. Mit Ruth Ziesak, Sopran, Andreas Schmidt, Bariton und Rudolf Jansen, Klavier (RCA Victor)
- J. S. Bach, Goldberg-Variationen. Bearbeitung für 2 Klaviere von Joseph Rheinberger. Mit Adelheid Lechler, Klavier (RBM)
- Hugo Wolf, Lieder nach Goethe und Mörike. Mit Ruth Ziesak, Sopran (sony classical)
- Lieder von Schumann und Brahms. Mit Ruth Ziesak, Sopran (sony classical)
- Arnold Schönberg, Das Buch der hängenden Gärten. Mit Rosemarie Landmann, Mezzosop. (Ars Produktion)
- Paul Hindemith, Lieder und Songs. Mit Ruth Ziesak, Sopran (cpo)
- Schiller-Vertonungen von Zumsteeg, Reichardt und Schubert. Gespielt auf dem Hammerklavier. Mit Regina Jakobi, Mezzosopran (Cavalli records)
- Das Lied im Deutschen Südwesten. Gespielt auf dem  Hammerklavier. Mit Christine Müller, Mezzosopran, und Thomas Bauer, Bariton (Cavalli records)
- Busoni, Lieder. Mit Martin Bruns, Bariton (Naxos)
- Mozart, Sämtliche Lieder. Mit Ruth Ziesak, Sopran, und Lothar Odinius, Tenor (Naxos)
- Franz Schubert, Schubert Lied Edition/Sämtliche Lieder. Diverse Interpreten (Naxos)
- Salieri, Lieder und Duette. Mit Ilse Eerens, Sopran; Annelie Sophie Müller, Mezzosopran (Hännsler Classic)
- Robert Schumann Lied Edition. Diverse Interpreten (Naxos)
- Johannes Brahms Lied Edition. Diverse Interpreten (Naxos)